# ماثيو كلير
ماثيو كلير (بالإنجليزية: Matthew Clare)‏ هو لاعب كرة الريشة بريطاني، ولد في 4 مارس 1994.

## وصلات خارجية
- ماثيو كلير على موقع BWF.tournamentsoftware.com (الإنجليزية)
- ماثيو كلير على موقع BWFbadminton.com (الإنجليزية)